# Maxence Parrot
Maxence Parrot (conocido como Max Parrot; Cowansville, 6 de junio de 1994) es un deportista canadiense que compite en snowboard, especialista en las pruebas de slopestyle y big air.
Participó en tres Juegos Olímpicos de Invierno, obteniendo en total tres medallas, plata en Pyeongchang 2018, en slopestyle, y dos en Pekín 2022, oro en slopestyle y bronce en big air, y el quinto lugar en Sochi 2014, en slopestyle.
Ganó una medalla de plata en el Campeonato Mundial de Snowboard de 2021, en la prueba de big air. Adicionalmente, consiguió catorce medallas en los X Games de Invierno.
En 2021 recibió el Premio Laureus por la «Mejor reaparición del año».

## Medallero internacional
| Juegos Olímpicos   | Juegos Olímpicos            | Juegos Olímpicos  | Juegos Olímpicos |
| Año                | Lugar                       | Medalla           | Prueba           |
| ------------------ | --------------------------- | ----------------- | ---------------- |
| 2018               | Pyeongchang (Corea del Sur) | Medalla de plata  | Slopestyle       |
| 2022               | Pekín (China)               | Medalla de oro    | Slopestyle       |
| 2022               | Pekín (China)               | Medalla de bronce | Big air          |
| Campeonato Mundial |                             |                   |                  |
| Año                | Lugar                       | Medalla           | Prueba           |
| 2021               | Aspen (Estados Unidos)      | Medalla de plata  | Big air          |

| X Games de Invierno | X Games de Invierno    | X Games de Invierno | X Games de Invierno |
| Año                 | Lugar                  | Medalla             | Prueba              |
| ------------------- | ---------------------- | ------------------- | ------------------- |
| 2013                | Aspen (Estados Unidos) | Medalla de plata    | Slopestyle          |
| 2014                | Aspen (Estados Unidos) | Medalla de oro      | Big air             |
| 2014                | Aspen (Estados Unidos) | Medalla de oro      | Slopestyle          |
| 2015                | Aspen (Estados Unidos) | Medalla de plata    | Big air             |
| 2016                | Aspen (Estados Unidos) | Medalla de oro      | Big air             |
| 2016                | Oslo (Noruega)         | Medalla de plata    | Big air             |
| 2017                | Aspen (Estados Unidos) | Medalla de oro      | Big air             |
| 2017                | Oslo (Noruega)         | Medalla de plata    | Big air             |
| 2018                | Aspen (Estados Unidos) | Medalla de oro      | Big air             |
| 2019                | Bærum (Noruega)        | Medalla de oro      | Big air             |
| 2020                | Aspen (Estados Unidos) | Medalla de oro      | Big air             |
| 2020                | Hafjell (Noruega)      | Medalla de oro      | Slopestyle          |
| 2020                | Hafjell (Noruega)      | Medalla de plata    | Big air             |
| 2022                | Aspen (Estados Unidos) | Medalla de plata    | Big air             |